# 곡성버스터미널
곡성버스터미널은 전라남도 곡성군 곡성읍 군청로 6(읍내리 244-4)에 위치한 버스터미널이다. 고속버스 전산망상의 터미널 번호는 589이다.
1972년 4월 25일에 여객터미널 면허를 취득하여 지금까지 운영하고 있다.

### 시외버스
2009년부터 서울남부로 가는 시외버스가 신설되었으나 2010년 고속버스 노선 개통 후 2011년 3월 2일부터 운행을 중지하였다.
| 방면        | 행선지                                       |
| ----------- | -------------------------------------------- |
| 호남권 방면 | 광주광역시, 구례, 남원, 문화동, 전주, 화엄사 |

### 농어촌버스
- 곡성군의 농어촌버스 시간표